# Cheilosia alpestris
Cheilosia alpestris är en tvåvingeart som först beskrevs av Becker 1894.  Cheilosia alpestris ingår i släktet örtblomflugor, och familjen blomflugor.
Artens utbredningsområde är Schweiz. Inga underarter finns listade i Catalogue of Life.